# لينكولن فيليبس
لينكولن فيليبس (بالإنجليزية: Lincoln Phillips)‏ (4 يوليو 1941 - ) هو لاعب كرة قدم أمريكي في مركز حراسة المرمى. شارك مع منتخب ترينيداد وتوباغو لكرة القدم. أما مع النوادي، فقد لعب مع ديفينس فورس وBaltimore Bays (1972–73) ‏ وWashington Darts ‏ وBaltimore Bays ‏ وBaltimore Comets ‏.

## وصلات خارجية
- لينكولن فيليبس على موقع ناشيونال فوتبول تيمز (الإنجليزية)